# دوران (هندسة)

دوران حول نقطة "O" المبينة باللون الأحمر.

الدوران هو واحد من 3 أنواع من التحويلات التي تحافظ على الأبعاد، في المستوى أو الفراغ، بالإضافة إلى الإزاحة والانعكاس.

## تعريفات وتمثيلات الدوران
الدوران هو دوران شكل باتجاه معين (مع أو ضد عقارب الساعة)، حول نقطة معينة ( هي مركز الدوران )، بزاوية معينة ( هي مقدار هذا الدوران). فعندما تدور الأرض حول الشمس مثلا، يكون اتجاه الدوران من الغرب إلى الشرق، ومركز الدوران هو الشمس. وقد يكون الدوران بزاوية معينة، وعندما يكون بزاوية 90 درجة نسميه ربع دورة. وعندما يكون بزاوية 360 درجة نسميه دورة كاملة. وقد يكون أكثر من ذلك، كما في دوران الأرض حول الشمس، مثلا.
يحافظ الدوران على شكل الجسم الذي نقوم بتدويره وعلى حجمه. والشكل الناتج من الدوران مطابق تماما للشكل قبل الدوران. إذا دورنا مثلثا مثلا، فان الناتج سيكون مثلثا مطابقا.
الدوران هو تحويل هندسي، كثيرا ما يشاهد ويلمس في الحياة اليومية، مثل حركة المروحة الهوائية التي ثُبّتت في سقف الغرفة.
تحويل الدوران يُدير كل المستوي حول نقطة معينة وبزاوية معينة، كل نقاط المستوي تدور حول نفس النقطة وبنفس الزاوية، لذا عند وصف الدوران لا بد من ذكر زاويته ومركزه.
يمكن تمييز التحويل الدوراني بأمرين:
1. نقطة دوران.
2. زاوية دوران.

## مركز الدوران
يقوم مركز الدوران بدور مشابه لدور خط التماثل في الانعكاس، فكما أن لكل انعكاس خط انعكاس كذلك فإن لكل دوران هناك مركز دوران، ويمكن القول أن الدوران يتحدد ب 3 أمور هي: زاوية الدوران، اتجاه الدوران، ومركز الدوران.
لو أدرنا مسطرة حول نقطة في وسطها، لاختلف الشكل الذي نحصل عليه للمسطرة مما لو أدرناها حول نقطة في طرفها، حتى لو كانت زاوية الدوران واحدة في الحالتين، واتجاه الدوران واحدا.
ويشترك مركز الدوران مع خط الانعكاس في صفة أخرى: فمركز الدوران الذي هو نقطة لا يدور، تماما كما أن النقاط على خط الانعكاس لا تتحرك من مكانها بفعل الانعكاس.